# Списки наркотических средств
Списки наркотических средств являются приложением к Единой конвенции ООН о наркотических средствах 1961 года с поправками, внесёнными в неё в соответствии с Протоколом 1972 года.
Списки содержат четыре пронумерованных перечня наркотических средств.
В зависимости от того, в какой из перечней входит средство, к нему применяются различные меры контроля. Степень его жёсткости убывает с 1 по 3-й перечень. В 4-м перечне перечислены особо опасные средства, для контроля которых каждая из сторон, подписавших конвенцию, может предусмотреть дополнительные меры.

## Список I
| № CAS       | Наркотическое средство     | Химическое название (либо описание)                                                                         |
| 25384-17-2  | Аллилпродин                | 3-аллил-1-метил-4-фенил-4-пропионоксипиперидин                                                              |
| 468-51-9    | Альфамепродин              | альфа-3-этил-1-метил-4-фенил-4-пропионоксипиперидин                                                         |
| 17199-54-1  | Альфаметадол               | альфа-6-диметиламино-4,4-дифенил-3-гептанол                                                                 |
| 103963-66-2 | Альфа-метилтиофентанил     | N-[1-[1-метил-2-(2-тиэнил)этил]-4-пиперидил]пропионанилид                                                   |
| 79704-88-4  | Альфа-метилфентанил        | N-[1(α-метилфенетил)-4-пиперидил]пропионанилид                                                              |
| 77-20-3     | Альфапродин                | альфа-1,3-диметил-4-фенил-4-пропионоксипиперидин                                                            |
| 17199-58-5  | Альфацетилметадол          | альфа-3-ацетокси-6-диметиламино-4,4-дифенилгептан                                                           |
| 71195-58-9  | Альфентанил                | N-[1-[2-(4-этил-4,5-дигидро-5-оксо-1H-тетразол-1-ил)этил]-4-(метоксиметил)-4-пиперидинил]-N-фенилпропанамид |
| 144-14-9    | Анилеридин                 | этиловый эфир-1-р-аминофенетил-4-фенилпиперидин-4-карбоновой кислоты                                        |
| 101860-00-8 | Ацетил-альфа-метилфентанил | N-[1-(альфа-метилфенетил)-4-пиперидил]ацетанилид                                                            |
| 17199-58-5  | Ацетилметадол              | 3-ацетокси-6-диметиламино-4,4-дифенилгептан                                                                 |
| 25333-77-1  | Ацеторфин                  | 3-О-ацетилтетрагидро-7α-(1-гидрокси-1-метилбутил)-6,14-эндоэтеноорипавин                                    |
| 15301-48-1  | Безитрамид                 | 1-(3-циано-3,3-дифенилпропил)-4-(2-оксо-3-пропионил-1-бензимидазолинил)-пиперидин                           |

## Список II
- ацетил-дигидрокодеин
- дигидрокодеин
- кодеин
- никокодин
- никодикодин
- норкодеин
- пропирам
- D-пропоксифен
- фолькодин
- этилморфин

## Список III
Вещества, объединённые с одним или несколькими ингредиентами таким образом, что данный препарат не представляет или представляет лишь в незначительной степени опасность злоупотребления, а также таким образом, что наркотическое средство не может быть извлечено из данного препарата при помощи легко осуществимых способов или в количествах, которые могли бы представить опасность для общественного здоровья.
1. Препараты
  - ацетилдигидрокодеина,
  - кодеина,
  - декстропропоксифена,
  - дигидрокодеина,
  - этилморфина,
  - норкодеина и фолькодина,

объединённые с одним или несколькими другими ингредиентами и содержащие не более 100 мг наркотического средства в каждой дозе и при концентрации не свыше 2,5 % в неразделенных на дозы препаратах.
2. Препараты пропирама, содержащие не более 100 мг пропирама в каждой дозе в соединении с по крайней мере равным количеством метилцеллюлозы.
3. Препараты D-пропоксифена для перорального применения, содержащие не более 135 мг пропоксифена в пересчёте на основание в каждой дозе, при условии, что они не содержат веществ, входящих в списки Конвенции по психотропным веществам 1971 года.
4. - Препараты кокаина, содержащие не свыше 0,1 процента кокаина в пересчете на кокаин-основание, и
  - препараты опия или морфина, содержащие не свыше 0,2 процента морфина в пересчете на безводный морфин-основание, в соединении с одним или несколькими ингредиентами таким образом, что данный препарат не представляет или представляет лишь в незначительной степени опасность злоупотребления, а также таким образом, что наркотическое средство не может быть извлечено из данного препарата при помощи легко осуществимых способов или в количествах, которые могли бы представить опасность для народного здоровья.
5. Препараты дифеноксина, содержащие в каждой дозе не более 0,5 мг дифеноксина в пересчете на основание и не менее 5 % сернокислого атропина от количества дифеноксина.
6. Препараты дифеноксилата, содержащие в каждой дозе не более 2,5 мг дифеноксилата в пересчете на основание и не менее 5 % сернокислого атропина от количества дифеноксилата.
7. Смешанные сложные порошки опия и ипекакуаны, содержащие 10 процентов опия в порошке и 10 процентов порошка корня ипекакуаны, хорошо смешанные с 80 процентами любого другого ингредиента в порошке, не содержащего каких-либо наркотических средств.
8. Препараты, составленные по какой-либо из формул, указанных в настоящем Списке, и смеси таких препаратов с любым веществом, не содержащим других наркотиков.

## Список IV
Особо опасные средства, для контроля которых каждая из сторон, подписавших конвенцию, может предусмотреть дополнительные меры.
| № CAS      | Наркотическое средство                                                               | Химическое название (либо описание) |
| 79704-88-4 | Альфа-метилфентанил                                                                  | N-[1(α-метилфенетил)-4-пиперидил]пропионанилид - Единая конвенция о наркотических средствах 1961 года с поправками, внесенными в неё в соответствии с Протоколом 1972 года. ООН. Дата обращения: 19 мая 2013. Архивировано 21 мая 2013 года. - Список наркотических средств, находящихся под международным контролем. Международный комитет по контролю над наркотиками (декабрь 2012). Дата обращения: 10 июля 2013. Архивировано 24 июля 2013 года. |
|            | Этот раздел нужно дополнить. Пожалуйста, улучшите и дополните раздел. (10 июля 2013) | |